# 肥前七浦站
肥前七浦站（日语：／ Hizen-Nanaura eki */?）是位於佐賀縣鹿島市，九州旅客鐵道（JR九州）的長崎本線車站。

## 車站構造

### 站房
建有木製站房一座，由開站至今一直使用着。車站出入口設於最右側，為進站通道以及候車大堂，設有一塊過的木製候車長櫈；左側為原站務室及職員留宿處，為了活化站房，當地居民組織將站務室改造成為共享空間，最初放置了一張長形木餐卓及數張木製候車長櫈；亦在候車大堂放置了一個由大木圓軸所改成的圓桌；約於2020年起，再將站務室重新翻新，這次改放置了兩張以原塊木板所搭成的餐桌，以及十多張的餐桌座椅；又將原來的驗票窗口位置改成為面向月台的單邊吧檯，及配以5張木製皮面座椅；另外再配以書架等其他設備，而原留宿處則改建成為洗手間。
通過閘口後，再沿數級樓梯進入1號月台範圍。

### 月台
設有2面2線的相對式月台。兩月台之間設有跨線橋連接。月台為了可讓817系電動列車使用，月台其中2卡車廂的高度提高了，使上落車廂時沒有梯級差。下行線雖然是直線，但不是一線通過構造。所有列車進站均需靠左通行，上行特急列車速度限制為60km/h。
| 月台 | 路線      | 上下行 | 方向                           |
| ---- | --------- | ------ | ------------------------------ |
| 1    | ■長崎本線 | 下行   | 多良、肥前大浦、諫早、長崎方向 |
| 2    | ■長崎本線 | 上行   | 肥前濱、江北方向               |

## 歷史
- 1934年：

- 4月16日：鐵道省有明東線 肥前濱站至多良站之間開通，此站啟用。
- 12月1日：有明東線編入至長崎本線。

- 1987年4月1日：隨國鐵分割民營化，車站由九州旅客鐵道（JR九州）營運[1]。

## 使用狀況
車站四周皆為農地，居民十分分散，亦非所屬大字「音成」的主要集落所在地，每天使用人數自2000年起，一直皆低於100人。2016年度起，JR九州只會公佈乘客量最多的300個車站人數及排名，本站因使用人數「少於100人」，屬過低類別，連在排行榜的附錄頁上也沒有提及。
| 乘車人次變化 | 乘車人次變化 |
| 年度         | 1日平均人次  |
| ------------ | ------------ |
| 2000         | 69           |
| 2001         | 65           |
| 2002         | 56           |
| 2003         | 51           |
| 2004         | 48           |
| 2005         | 53           |
| 2006         | 55           |
| 2007         | 51           |
| 2008         | 46           |
| 2009         | 41           |
| 2010         | 48           |
| 2011         | 48           |
| 2012         | 37           |
| 2013         | 39           |
| 2014         | 47           |
| 2015         | 52           |
| 2016         | 47           |
| 2017起       | <100         |

## 相鄰車站
九州旅客鐵道（JR九州）
■長崎本線
肥前濱－肥前七浦－肥前飯田

## 外部連結
- JR九州肥前七浦站